# Jimmy Townley

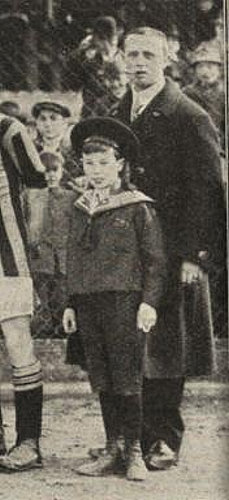
Jimmy Townley mit seinem Vater in Fürth (1913)

James „Jimmy“ Chadwick Townley (* 2. Mai 1902 in Blackburn; † 3. Februar 1983 in Thun) war ein englischer Fußballspieler und -trainer. Der Sohn des legendären Fußballpioniers William Townley kam in der Saison 1927/28 dreimal für den Londoner Erstligisten Tottenham Hotspur zum Einsatz und erzielte dabei zwei Tore. In der Schweiz spielte er zwischen 1933 und 1937 in 105 Erstligaspielen für den FC Bern, in denen er 26 Tore erzielte. Zwischen 1945 und 1950 trainierte er die Zweitligisten FC St. Gallen und FC Thun, wobei ihm mit St. Gallen der Erstligaaufstieg gelang.

## Karriere
Townley wurde als Sohn des englischen Nationalspielers William Townley in Blackburn geboren und wuchs aufgrund des Trainerberufs seines Vaters größtenteils in Deutschland auf. 1921 bis 1923 spielte er dann auch unter seinem Vater beim SC Victoria Hamburg, der seinen Dienstantritt beim Verein vom Engagement seines Sohnes abhängig machte. Hamburger und Münchner Zeitungen nannten „ein Gehalt von M. 800,- pro Woche, die Einnahme eines Benefizspieles sowie die Beschaffung und Einrichtung einer Vierzimmerwohnung“ als Bedingungen Townleys für einen Zweijahresvertrag. Der Trainer „soll sich mit dem Gedanken tragen, seine Familie aus England nach Deutschland kommen zu lassen. In diesem Falle würde auch sein 18jähr. Sohn, der in England als erstklassiger Stürmer einen guten Ruf hat, nach Hamburg übersiedeln und hier für die Farben Viktoria´s (sic!) tätig sein.“
Etwa um April 1923 wechselte er wiederum, wohl auch im Gefolge seines Vaters, zum Schweizer FC St. Gallen, ehe er 1925 nach England zurückkehrte. Nachdem er beim FC Chelsea im Probetraining durchgefallen war, erhielt er schließlich im März 1925 einen Profivertrag bei den Tottenham Hotspur. Im Juni 1925 trat er beim Jubiläumsturnier in Konstanz am Bodensee aber noch einmal für St. Gallen an.
Durch einen Beinbruch im Oktober 1925 zurückgeworfen, gab er sein Erstligadebüt erst am 1. Oktober 1927 bei einer 1:3-Heimniederlage gegen den FC Everton. Obwohl er sich sowohl gegen Everton als auch in der folgenden Woche beim 1:2 gegen Cardiff City als einziger Torschütze seiner Mannschaft auszeichnete, wurde er durch Jack Elkes ersetzt und spielte fortan wieder für das Reserveteam. Nach einem weiteren Einsatz gegen Ende der Saison und der Teilnahme an einer Reihe von Freundschaftsspielen in den Niederlanden, wechselte er in der Saisonpause für die beachtliche Ablösesumme von £600 zum Drittligisten Brighton & Hove Albion.
Zu Saisonbeginn noch Stammspieler bei Brighton, verlor er diesen nach sieben Spieltagen an den von einer Verletzung wiedergenesenen Jimmy Hopkins und spielte in der Folge keine Rolle mehr. Bis zu seinem Wechsel zum Ligakonkurrenten Clapton Orient im Februar 1930 kam er nur noch zu zwei weiteren Ligaeinsätzen. Auch bei Clapton konnte er sich nicht dauerhaft etablieren und wurde im Mai 1931 nach 19 Ligaspielen aus seinem Vertrag entlassen, woraufhin er in die Schweiz zurückkehrte. Dort war er bis Ende 1937 für sechs Jahre beim FC Bern aktiv, mit dem er als Mannschaftskapitän im Mitropapokal 1936 antrat.
Nach seiner Zeit in Bern heuerte er beim FC Solothurn an, wo er Spielertrainer wurde. Es wurde vermeldet, dass er dort „eine wirklich schlagkräftige Elf herangebildet“ habe.
Von 1945 bis 1949 war er Trainer des FC St. Gallen, wo sein Vater bereits zweimal Station als Trainer eingelegt hatte, in der Nationalliga B. In der Spielzeit 1948/49 führte er den Klub zum Aufstieg in die Nationalliga A. Der Verein stieg allerdings unter Townleys englischen Nachfolger Bob Kelly umgehend wieder ab.
Townley ließ sich danach dauerhaft in Thun nieder, wo er den nunmehrigen Zweitligisten FC Thun betreute. Nachdem er dort in den ersten 15 Spielen nur ein Remis und einen Sieg verbuchen konnte, stieg die Mannschaft am Saisonende aus der Nationalliga B ab. Vor Beginn der Saison 1952/53 trat er vom Traineramt zurück und Hans Luder, unter dem die Mannschaft wieder in die Nationalliga B aufstieg, wurde sein Nachfolger. Townley blieb dem Verein aber erhalten und war unter anderem technischer Berater des Trainerstabs und 1970 auch noch Assistenztrainer („Coach“).
Hauptberuflich führte Townley in Thun ein Tabakwarengeschäft in der Unteren Hauptgasse 32 am Berntor. Nachdem seine 1898 geborene Frau Hedwig bereits im August 1980 verstarb, erlag Jimmy Townley am 3. Februar 1983 einer kurzen Krankheit.